# Béatrice Filliol
Béatrice Filliol (San Giovanni di Moriana, 12 maggio 1969) è un'ex sciatrice alpina francese.

## Biografia
Specialista delle prove tecniche originaria di Villard-de-Lans, è moglie di Sébastien Amiez e madre di Steven, a loro volta sciatori alpini. Ottenne il primo piazzamento in Coppa del Mondo il 3 gennaio 1989 a Maribor in slalom speciale (15ª) ed esordì ai Giochi olimpici invernali ad Albertville 1992, dove non completò né lo slalom speciale né la combinata. Nel 1994 conquistò il primo podio in Coppa del Mondo, il 9 gennaio ad Altenmarkt-Zauchensee in slalom speciale (3ª). Nello stesso anno partecipò ai XVII Giochi olimpici invernali di Lillehammer 1994 (sua ultima presenza olimpica), senza completare lo slalom speciale, e conquistò il secondo e ultimo podio in Coppa del Mondo, il 18 dicembre a Sestriere nella medesima specialità (3ª). Prese per l'ultima volta il via in Coppa del Mondo il 7 marzo 1997 a Mammoth Mountain, sempre in slalom speciale (21ª), e si ritirò al termine di quella stessa stagione 1996-1997; la sua ultima gara fu lo slalom speciale dei Campionati francesi 1997, disputato il 22 marzo all'Alpe d'Huez e non completato dalla Filliol. Non prese parte a rassegne iridate.

## Palmarès

### Coppa del Mondo
- Miglior piazzamento in classifica generale: 43ª nel 1994
- 2 podi:
  - 2 terzi posti

### Campionati francesi
- 4 medaglie (dati parziali fino alla stagione 1994-1995)[2]:
  - 3 ori (discesa libera nel 1988; slalom speciale nel 1989; slalom speciale nel 1990)[senza fonte]
  - 1 bronzo (slalom speciale nel 1995)